# 斯坦福書店

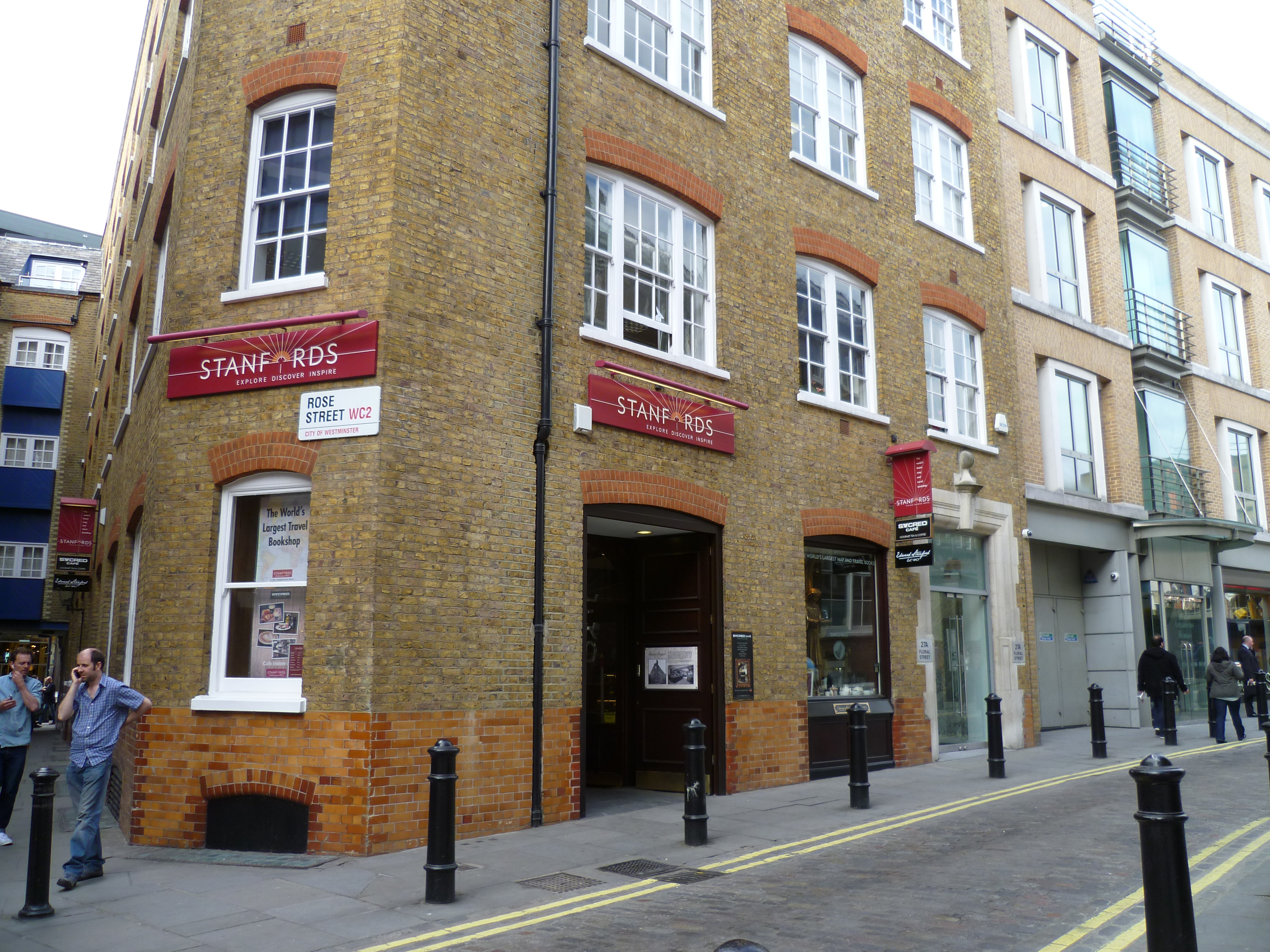
斯坦福書店在弗羅拉街的入口

斯坦福書店（英語：Stanfords）是英國倫敦的一家專門經營地圖和旅行圖書的書店，由愛德華·斯坦福創業於1853年。斯坦福書店收集了世界最大規模的地圖、地球儀和海圖。斯坦福書店亦為英國陸軍和占士邦電影提供製圖服務。

## 歷史
斯坦福書店在其開業時是倫敦唯一的地圖製作商，並委託約翰·博爾頓擔任內部製圖師。斯坦福書店的創業期正值全球探險和殖民主義的高峰期，因此當時英國對地圖產品有旺盛需求。斯坦福書店迅速擴張至查令十字7號和8號，並在三一宮（Trinity Place）購地用於印刷。1901年1月，斯坦福書店完全搬遷至倫敦市中心科文特花园的朗埃克。該地曾是書店印刷部門的所在地。
1941年，斯坦福書店被一個燃燒彈擊中。但因書店上層有大量地形測量局地圖緊密堆疊，制止了大火蔓延，書店得以倖存。
在開業150週年紀念之際，斯坦福書店在一層張貼了一張國家地理世界地圖，其它樓層則張貼了喜馬拉雅山和倫敦的地圖。這些地圖耗資4萬英鎊。1997年，斯坦福書店在布里斯托爾開業了第二家商店。斯坦福書店在曼徹斯特亦有分支機構，提供商業用途的地圖製作，例如規劃用的大比例尺地圖。2018年，斯坦福書店在科文特花园的Mercer Walk7號開設新店。2019年1月，斯坦福書店關閉了在朗埃克的舊址。

## 著名客戶
斯坦福書店有「探險者的必備第一站」之稱，其服務過的著名客戶包括戴维·利文斯通、罗伯特·斯科特、歐內斯特·沙克爾頓、弗羅倫斯·南丁格爾、雷纳夫·法恩斯、比爾·布萊森和迈克尔·帕林。斯坦福書店還提供了艾米·約翰遜獨自飛往澳洲的航圖。在小說中，柯南·道爾在《巴斯克維爾的獵犬》記載夏洛克·福爾摩斯前往斯坦福書店購買達特穆爾的地圖。

## 外部連結
- Stanfords Bookshop Official site （页面存档备份，存于）
- Stanfords For Business Official site （页面存档备份，存于）

51°30′44″N 0°07′34″W / 51.5122°N 0.1260°W